# ФК Хибернијанс
ФК Хибернијанс је малтешки фудбалски клуб из Паола. Клуб је основан 1922.

## Успеси клуба
- Премијер лига Малте

Првак (13) : 1960/61, 1966/67, 1968/69, 1978/79, 1980/81, 1981/82, 1993/94, 1994/95, 2001/02, 2008/09, 2014/15, 2016/17, 2021/22.
- Куп Малте

Освајач (10) : 1962, 1970, 1971, 1980, 1982, 1998, 2006, 2007, 2012, 2013.
- Суперкуп Малте

Освајач (3) : 1994, 2007, 2015.

## Хибернијанс у европским такмичењима
| Такмичење            | Иг | П | Н | И  | Гд | Гп  |
| -------------------- | -- | - | - | -- | -- | --- |
| УЕФА Лига шампиона   | 18 | 2 | 4 | 12 | 14 | 51  |
| Куп УЕФА/Лига Европе | 20 | 2 | 0 | 18 | 12 | 78  |
| Куп победника купова | 14 | 2 | 2 | 10 | 4  | 26  |
| Интертото куп        | 12 | 2 | 2 | 8  | 9  | 26  |
| Укупно               | 64 | 8 | 8 | 48 | 39 | 181 |